# Villa Decius
La Villa Decius (en polonais Willa Decjusza) à Cracovie est une villa Renaissance.

## Histoire
La villa a été construite entre 1530 et 1540 pour le banquier royal Jost Ludwig Dietz. L'architecte de la villa est inconnu, bien que Giovanni Cini ou Bernardino Zanobi de Gianotis soient possibles. Sebastian Lubomirski a acheté la villa en 1590. Son fils Stanisław Lubomirski a laissé Maciej Trapola agrandir la villa. Les propriétaires de la villa étaient alors les familles nobles Sanguszko, Morzkowski, Wielowiejski, Ledóchowski et Czartoryski. Cette dernière fit restaurer la villa de Tadeusz Stryjeński dans son état d'origine Renaissance. Pendant la Première Guerre mondiale, la villa a été transformée en caserne et pendant la Seconde Guerre mondiale, elle a été transformée en poste de police. En 1996, elle a été restaurée. La villa appartient actuellement à l'association "Stowarzyszenie Willa Decjusza", dont les membres sont des personnalités importantes de la vie culturelle et politique de Cracovie. Elle est un centre européen de rencontres intellectuelles et de séminaires de formation, ainsi que d'expositions (peinture, photographie, etc.). Elle accueille également des résidences d'artistes.

## Référence
- Zbigniew Beiersdorf, Willa Decjusza (w :) Encyclopédie Krakowa, Cracovie 2000